# Michael Nesmith
Michael Nesmith (Houston, Texas; 30 de diciembre de 1942-Carmel Valley Village, California; 10 de diciembre de 2021) fue un músico, compositor, actor, productor, escritor, empresario y filántropo estadounidense. Es principalmente conocido por ser el guitarrista de la banda rock pop The Monkees.

## Biografía
Nació en Houston, Texas el 30 de diciembre de 1942. Es hijo de Bette Nesmith Graham, inventora del Liquid Paper en 1956 volviendo a la familia muy rica. En la década de 1960, se trasladó a Los Ángeles para comenzar su carrera musical. Escribió la canción Different Drum, que fue un éxito de Linda Ronstadt y los Stone Poneys. En 1966, se convirtió en miembro de The Monkees, una banda prefabricada de rock para la televisión, luego abandonó el grupo en 1969 y comenzó su carrera en solitario. Se le considera uno de los precursores del movimiento Country rock de la década de 1970 con su canción Joanne. También trabajó como productor y es considerado uno de los pioneros de la industria del video musical. En 1981 Nesmith ganó el primer premio Grammy para un video musical de nombre Elephant Parts.

## Discografía
- 1968: The Wichita Train Whistle Sings

- 1970: Magnetic South (First National Band)

- 1970: Loose Salute (First National Band)

- 1971: Nevada Fighter (First National Band)

- 1972: Tantamount to Treason Vol. 1 (Second National Band)

- 1972: And the Hits Just Keep on Comin'

- 1973: Pretty Much Your Standard Ranch Stash

- 1974: The Prison

- 1977: From a Radio Engine to the Photon Wing

- 1978: Live at the Palais (en concert)

- 1979: Infinite Rider on the Big Dogma

- 1992: Tropical Campfires

- 1994: The Garden

- 1999: Live at the Britt Festival (en concert)

- 2000: Timerider: The Adventure of Lyle Swann (bande originale)

- 2006: Rays

- 2010: The Amazing ZigZag Concert (en concert)

## Filmografía

### como compositor
- 1976: Northville Cemetery Massacre

- 1981: Elephant Parts (video)

- 1982: Timerider: The Adventure of Lyle Swann

- 1992: Michael Nesmith Live (video)

- 2002: The Monkees: Live Summer Tour (video)

- 2003: The Lionel Richie Collection (video)

### como productor
- 1981: An Evening with Sir William Martin (video)

- 1981: Elephant Parts (video)

- 1982: Timerider: The Adventure of Lyle Swann

- 1983: Television Parts (serie TV)

- 1984: Repo Man

- 1987: Square Dance

- 1988: Tapeheads

- 1997: Hey, Hey, It's the Monkees (TV)

### como actor
- 1966: The Monkees (serie TV): Mike

- 1968: Head: Mike

- 1981: An Evening with Sir William Martin (video): Foyer the Butler

- 1981: Elephant Parts (video)

- 1982: Timerider: The Adventure of Lyle Swann: Race Official

- 1985: Michael Nesmith in Television Parts (serie TV): Host

- 1987: Pie voleuse (Burglar): Cabbie

- 1988: Tapeheads: Water Man

### como escenógrafo
- 1968: Head

- 1981: An Evening with Sir William Martin (video)

- 1981: Elephant Parts (video)

- 1982: Timerider: The Adventure of Lyle Swann

- 1997: Hey, Hey, It's the Monkees (TV)

### como realizador
- 1985: Doctor Duck's Super Secret All-Purpose Sauce

- 1997: Hey, Hey, It's the Monkees (TV)